# Hermann Weege
Hermann Weege (Blumenau, 28 de maio de 1877 — 23 de janeiro de 1947) foi um político brasileiro. Filho de Carl Weege e de Augusta Gruetzmacher Weege.

## Biografia

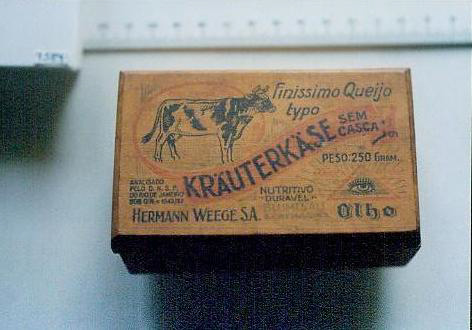
Caixa de queijo dos Laticínios Hermann Weege (acervo do Museu Paulista da USP)

A sua família foi uma das pioneiras na cidade catarinense de Pomerode. Na cidade abriu uma casa de comércio de secos e molhados no início do século 20. Entre 1918 e 1924, criou uma indústria de laticínios e o frigorífico. O primeiro posto de gasolina também foi de sua propriedade, assim como uma usina hidroelétrica que abastecia as suas industrias.

## Política
Foi deputado à Assembleia Legislativa de Santa Catarina na 12ª legislatura (1925 — 1927) e na 13ª legislatura (1928 — 1930).